# RuleML研讨会
RuleML研讨会（英語：RuleML），是有关於Web规则研究、应用、语言和标准的国际學術研討會，因其组织方之一RuleML得名。会议全名先后为语义网规则和规则标记语言国际会议（英語：International Conference on Rules and Rule Markup Languages for the Semantic Web），网络规则国际研讨会（英語：International Web Rule Symposium）等。起先为国际语义网会议下设的一个讲习班（workshop），2005年独立成会。，2017年合并入国际规则和推理联合会议（英語：RuleML+RR）。

## 研究领域
RuleML研讨会主要关注于基于规则的编程和基於規則的系統，包括相应规则系统、规则引擎、业务规则管理系统、语义网规则语言（如RuleML, LegalRuleML, Reaction RuleML, SWRL, RIF, Common Logic, PRR, 决策规则和决策表 (DMN), SBVR）、基于规则的事件处理（EPLs）技术，以及有关推理规则、转换规则、决策规则、生产规则和ECA规则的研究。

## 会议历史
RuleML研讨会自从2002开始举办，经历了2002年的第一届国际研讨班，2005和2006年的国际会议，以及从2007年开始的专门针对于Web规则的国际学术研讨会。
国际规则挑战杯在RuleML研讨会上举办。它主要征集基于规则的样本系统、案例研究等。国际规则挑战杯的论文被主要发表在CEUR Workshop Proceedings以及Scopus和Compendex上。
从2011年开始，RuleML研讨会有了专门为博士生举办的学术论坛。
自2017年起，RuleML与Web Reasoning and Rule Systems conference（简称RR）合办为RuleML+RR联合会议。